# Rzeszowska Fontanna Multimedialna

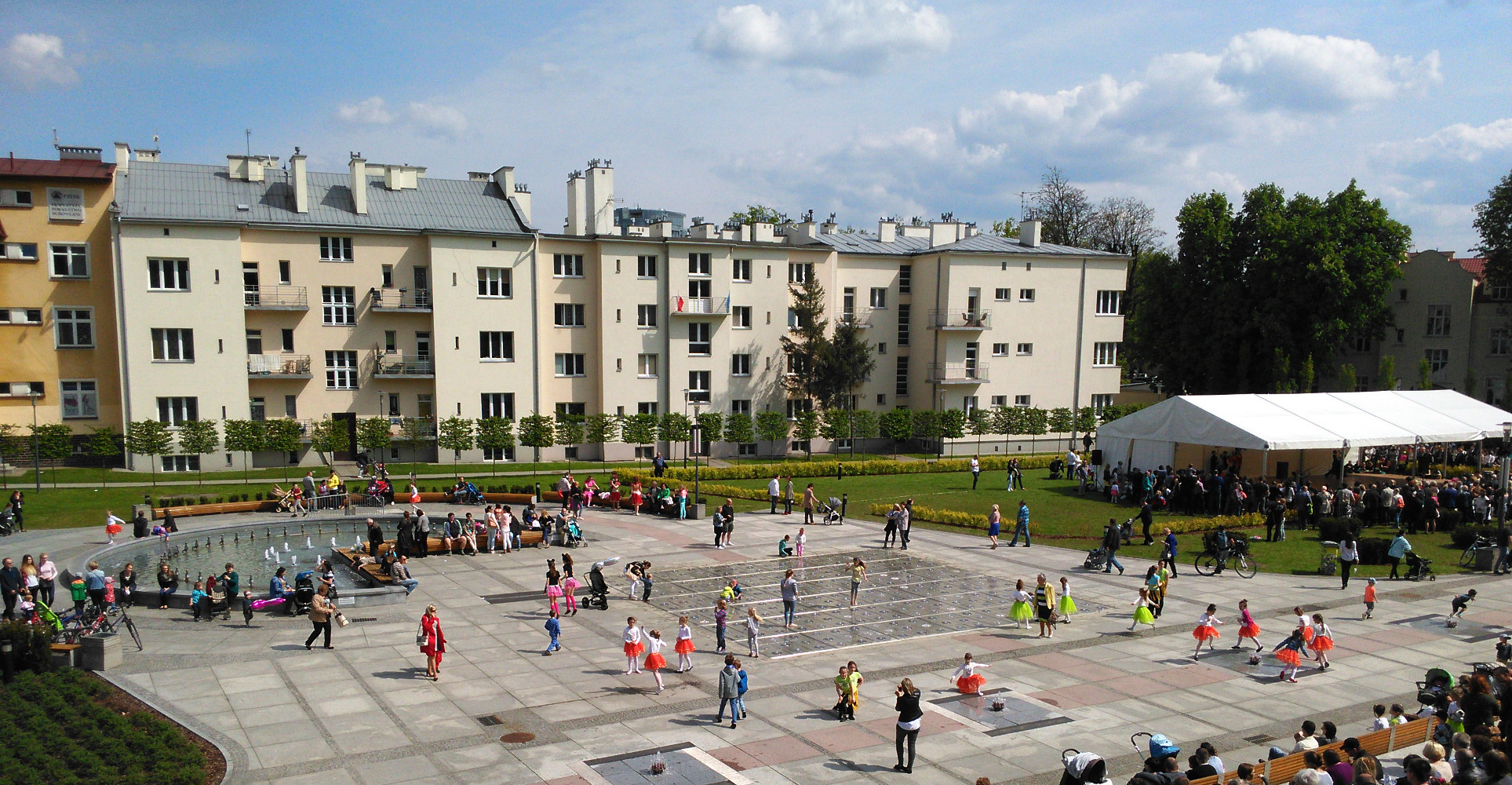
Fontanna Multimedialna w Rzeszowie

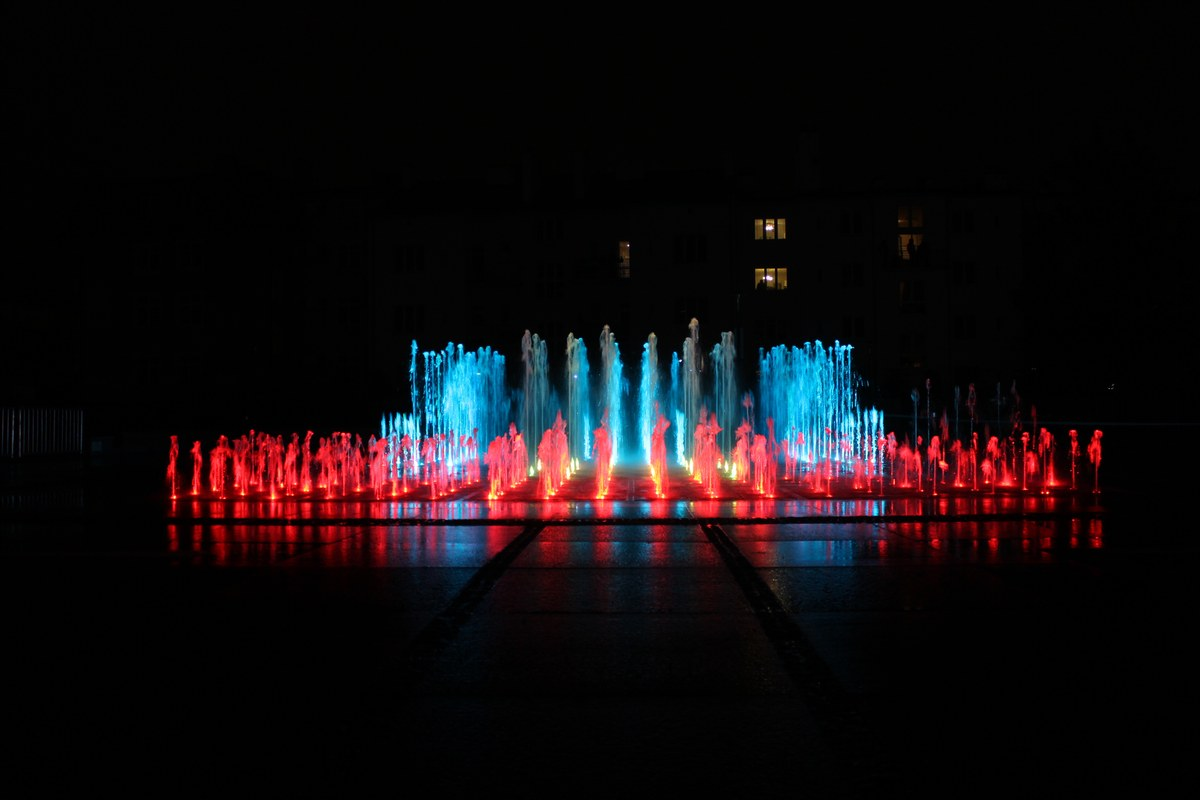
Fontanna multimedialna w Rzeszowie – pokaz multimedialny

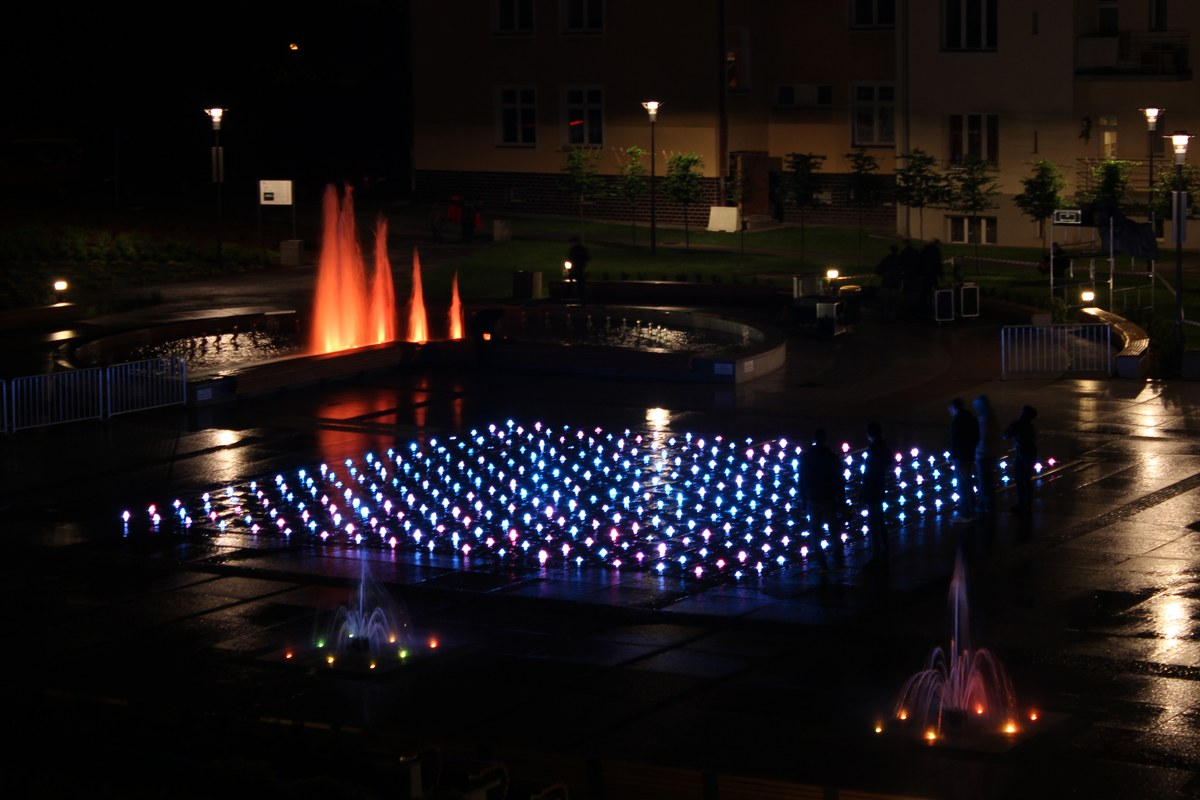
Fontanna multimedialna w Rzeszowie nocą

Fontanna multimedialna w Rzeszowie – sterowana elektronicznie fontanna zlokalizowana na placu Armii Krajowej w Rzeszowie. W jej sąsiedztwie znajduje się zabytkowy Letni Pałac Lubomirskich w Rzeszowie.
Obiekt zamontowano w miejscu dawnego osiedlowego placu zabaw, a koszt jego budowy wyniósł ponad 7 mln złotych. Na całość konstrukcji składa się kilka zbiorników: fontanna okrągła-lustro (o powierzchni wody wynoszącej 127m2), fontanna sucha-interaktywna (130m2), a także pięć fontann-kwiatów (o łącznej powierzchni 30m2). Wodotrysk wyposażono w blisko 1600 dysz o różnorakich funkcjach oraz 143 punkty świetlne. Dzięki temu każdy pokaz multimedialny zawiera w sobie mieszaninę elementów wodnych, świetlnych (przy użyciu m.in. tzw. ekranu wodnego) i dźwiękowych, dodatkowo wspomaganych laserami i dekoracyjnym dymem.
Zbiornik sterowany jest przy pomocy urządzeń elektronicznych, z maszynowni znajdującej się bezpośrednio pod jego powierzchnią. W jego pobliżu zbudowano także trybunę na kształt amfiteatru, wyposażoną w 300 miejsc siedzących. Dodatkowy efekt wizualny pod względem estetycznym zapewnia obecny wokół budowli szereg drzew i krzewów ozdobnych oraz elementy tzw. małej architektury.
Do użytku publicznego fontanna (wraz z otaczającym ją placem) oddana została po raz pierwszy 17 sierpnia 2013 roku. Wówczas też miał miejsce pierwszy pokaz z jej użyciem, który przyciągnął blisko 10 tys. widzów. Spektakl w reżyserii Bogumiła Palewicza trwał 45 minut i składał się z trzech części: pokazu wieczornego oraz dwóch innych, pt. Historia muzyki i Innowacyjny Rzeszów.
Pokazy tematyczne do dzisiaj stanowią zresztą jedną z głównych atrakcji turystycznych tej części Rzeszowa. Sama fontanna jest natomiast uważana za jedną z najbardziej innowacyjnych i zaawansowanych technologicznie konstrukcji w Polsce (będąc przy tym trzecią co do wielkości budowlą tego typu), a nawet Europie.